# 京写
株式会社京写（きょうしゃ）は、京都府久世郡久御山町に本社を置くプリント基板の製造・販売を行う企業。
片面プリント基板の生産量は世界一。

## 沿革
- 1951年5月 - 京都市中京区に創業。
- 1959年5月 - 京都市伏見区に株式会社京都写真型設立。
- 1967年12月 - 本社を現所在地に移転。
- 1972年11月 - 熊本県玉名市に工場完成。
- 1982年11月 - 現社名に変更。
- 1999年11月 - 株式を店頭公開（現在のJASDAQ）。

## 関連企業
- 三和電子株式会社
- Kyosha Hong Kong Co., Ltd.
- Guangzhou Kyosha Circuit Technology Co., Ltd.
- Guangzhou Kyosha Trading Company
- Kyosha（Thailand）Co.,Ltd.
- Kyosha North America, Inc.
- PT. Kyosha Indonesia
- KS Circuit Technology Sdn.Bhd.